# 鲁日费
鲁日费（法語：Rougefay）是法国北部-加来海峡大区加来海峡省的一个市镇，属于阿拉斯区欧克西堡县。该市镇2009年时的人口为86人。

## 人口
鲁日费人口变化图示
| 数据来源：INSEE |